# Minuskule

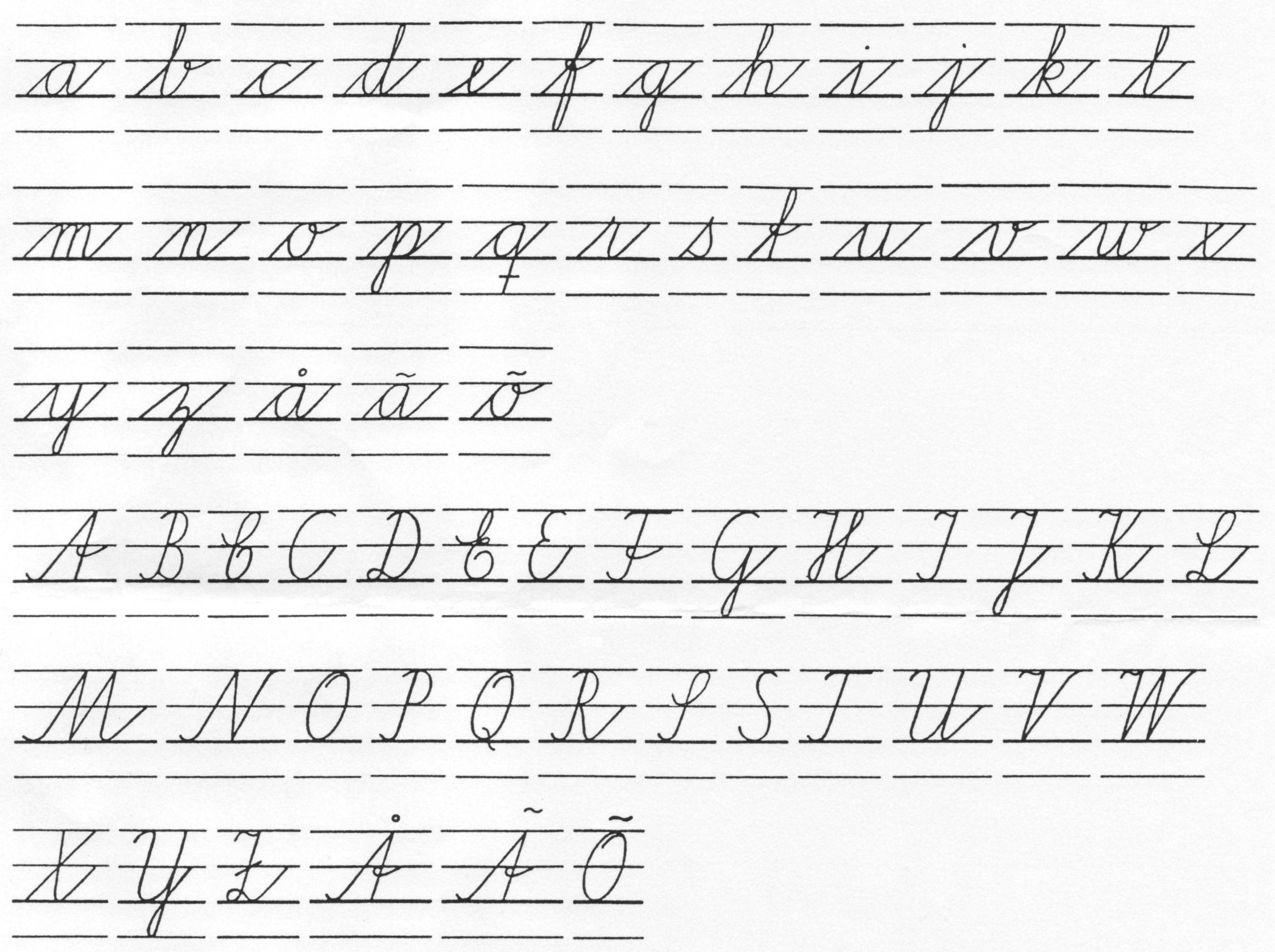
Psací písmo (jedna z variant): srovnání minuskul (nahoře) a majuskul (dole)

Minuskule (malá písmena, minusky) jsou forma písmen (v latince a, b, c, …), jejich opakem jsou velká písmena (majuskule: A, B, C, …). V paleografii se minuskule definují jako znaky, které lze zapsat do čtyřlinkové osnovy tak, že mohou zaplňovat pouze střední pásmo, zasahovat do horního pásma nebo do dolního pásma, příp. do obou pásem. Oproti tomu majuskule se zpravidla zapisují mezi dvě linky psací osnovy, takže vyplňují horní a střední psací pásmo.

## Historie

Vývoj minuskule

## Využití

### Matematika
V matematice se užívají např. k označení proměnné, prvků množin aj., v geometrii se jimi zpravidla označují čáry: křivky, úsečky, přímky atd.

### Fyzika
Ve fyzice se minuskulemi označují některé veličiny, např. rychlost „v“, délka „l“, hmotnost „m“.
V soustavě jednotek jednak některé jednotky (metr „m“, gram „g“, sekunda „s“), jednak předpony pro jednotky menší, než jsou jednotky základní (desetiny: deka- „da“, tisíciny: mili- „m“, miliardtiny: nano- „n“ aj.) s jedinou výjimkou, kterou je tisícinásobek: kilo- „k“.

### Hudba
Vyjádření dynamiky v hudbě, např. fp – forte piano, ff – fortissimo, pf – pianoforte, pp – pianissimo atd.

### IT
Ve světě počítačů, konkrétně v CSS, se pro vlastnost „text-transform“ používá hodnota „lowercase“.